# Латышская мифология

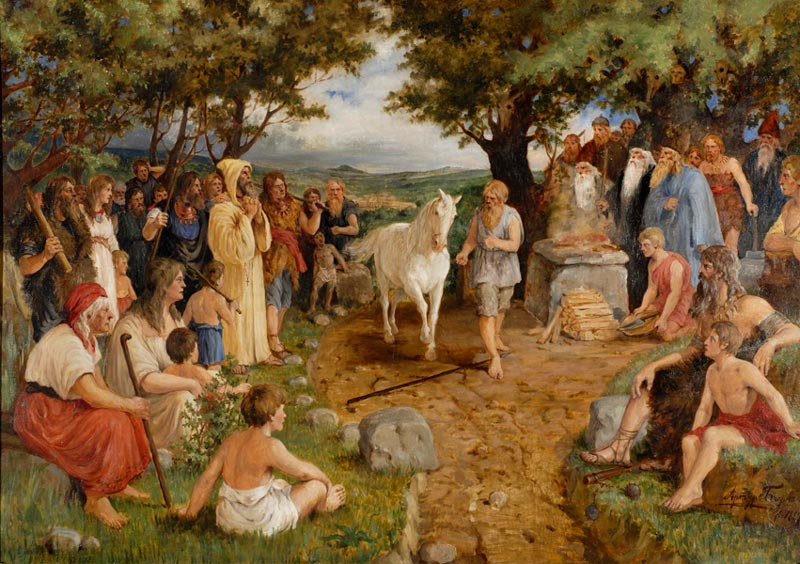
Картина Артура Бауманиса «Конь судьбы», 1887

Латы́шская мифоло́гия — совокупность мифологических воззрений латышей.
Несмотря на близкое родство литовского, латышского и прусского языков, восстановить древние верования и религию всего балтийско-летского племени невозможно, и мифология литовская или летская распадается на балтийско-прусскую, литовскую и латышскую.
Народы литовского происхождения, раскинутые на значительном пространстве, жили при разнообразных условиях; между ними в XIII веке преобладали враждебные отношения. У прусских замландцев и у куро-жемайтов система религиозных представлений доходила до высокого развития, в то время как восточные латыши и литовцы стояли на сравнительно низкой ступени; притом на мифологию латышей, литовцев и пруссов имели различное влияние разные культурно-христианские течения. У латышей выдвинулся, при отсутствии богослужебной литературы, средневековый культ св. Марии, смешанный с чертами древнего лаймопочитания и в почитание боженьки (латыш. dieviņš), который обычно проявляется в дайнах как старичок на седом коне. Христианство имеет прямое отношение к тому, что в латышской мифологии человек как будто состоит из трёх частей — тела, веля и души. Тело живёт и умирает на земле, велис живёт вечно, параллельно с «нашим» миром, после смерти текущего тела которого происходит фактически реинкарнация, душа же после смерти тела в текущей жизни уходит на небо.
У жмудинов и литовцев замечается отсутствие многих черт Иоанновского культа (24 июня), столь развитого у балтийских латышей ещё и в наши дни.

## Основные черты латышской мифологии
1. Культ небесного громовержца Перконса, который прогоняет и убивает чертей (йодасов)[1],
2. Сильно развитый культ матушек, как представительниц каких-либо явлений, систем или групп духов. Например матушка велей — повелительница царства мёртвых. Матушка леса — духовная повелительница леса. Матушек существует теоретически бесконечное количество.
3. Почитание солнца (латыш. Saule, женск. р.), игру которого стараются видеть в день Петериса и Яниса (Лиго) на который поют песни с припевом лиго, в том числе и в честь солнца. Существует несколько божеств, относящихся к солнцу, зачастую их половая принадлежность тоже может варьироваться в зависимости от дайны.
4. Почитание душ умерших предков — велей (латыш. veļi), являющихся во время северного сияния на небе, в виде воинов.
5. Почитание домового, огня домашнего очага, запечного духа, места явления покойных предков.
6. Почитание житного духа, в виде юмиса, как двойного колоса, приносящего приплод скота и богатое зерно на поле.
7. Почитание домашнего ужа (Залтис), прозванного молочной матерью, покровителя крестьянского богатства (дракон — пукис, от нижне-немецкого Puck)[2]; Существует также архаическая латышская сказка «Невеста ужа», где девушка выходит замуж за морского змея[3].
8. Почитание особого демона-покровителя лошади, Усиня (латыш. Ūsiņš), напоминающего славянского Овсеня; оно приурочено к праздникам конских пастухов-ночлежников, 23 апреля[4] (ср. Егорий Вешний).
9. Почитание рожениц-судьбичек или лайм, декл и карт, приуроченного к бане[5].
10. Вера в кошмары, как у славян (кикимора) и германцев.
11. Вера в волкодлаков, выразившаяся в множестве сказаний о вилкацисах, вадатаях (латыш. vadātāji) и леших.

Жертвоприношения ещё в XVII веке были нескольких родов:
- а) кровавые: резали чёрного быка, поросёнка, козла или петуха;
- b) кушанья — яйца, сало, сыр, масло, хлеб. Хлеб выпекали при этом в виде змеи-ужа или поросёнка[6];
- с) крашеные нитки, домашние ткани, полотно, самодельные шерстяные пояса, повязки, перчатки и цветы. Такие некровавые жертвы назывались цветы (латыш. ziedi).

## Божества
- Аусеклис (Auseklis) — утренняя звезда
- Аустра (Austra) — утренняя заря
- Велю мате (Veļu māte) — повелительница мира мёртвых
- Велс — божество подземного мира и покровитель скота
- Велнс (Velns) — чёрт, противник громовержца Перкунаса
- Декла (Dēkla) — богиня судьбы
- Земес-мате (Zemes Māte) — богиня земли
- Йодс (Jods) — леший, чёрт, нечистая сила
- Карта (Kārta) — богиня судьбы
- Лайма (Laima) — богиня судьбы и счастья
- Лаума (Lauma) — небесная ведьма, жена громовержца Перконса, повелительница кошмаров
- Лачплесис (Lāčplēsis) — герой эпоса
- Лиетувенс / Лиетуонис (Lietuvēns, Lietonis) — персонификация кошмара и удушья
- Мара (Māra) — охранительница коров
- Перконс (Pērkons) — бог грозы. Символом Перконса (по мнению Артиса Букса и Лаймы) являются угунскрустс — «огненный» или «грозовой» крест, что установилось в 1920—30-е годы[7].
- Пукис (pūķis) — летучий дух, дракон
- Рагана (ragana) — ведьма
- Усиньш (Ūsiņš) — опекает лошадей
- Цероклис (Ceroklis) — бог злаков и урожая

Несколько мнимо-латышских божеств являются плодом фантазии старинных исследователей; таковы Кремар, бог свиней, Лиго, богиня любви, Косейтис, бог огня, и др.

## Праздники
В Лиго поле обтыкается дубовыми ветками, плетутся дубовые венки и коронки из разных лечебных трав, для украшения клетей и хаты или для лечения домочадцев и домашнего скота. Местом жертвоприношений являются стародавние дубы, священные рощи, громадные камни и домашние каменные алтарики. Культ совершали и совершают по настоящее время в некоторых захолустьях домохозяин и хозяйка, или особые ведуны, колдуны и ворожеи, которых, по известиям иезуитов, называли «papas» (попами). Особое место между богами и людьми занимали великаны, приуроченные к так называемым могилам великанов.